# Narancssárga redősgomba
A narancssárga redősgomba (Phlebia radiata) a Meruliaceae családba tartozó, Európában és Észak-Amerikában honos, elhalt fatörzseken élő, nem ehető gombafaj.

## Megjelenése
A narancssárga redősgomba termőteste 1-10 cm széles és max. 3 mm vastag, kör vagy szabálytalan alakú bevonatként jelentkezik a fatörzsek, ágak kérgén, a szomszédos termőtestek össze is nőhetnek. Helyenként csomósan megvastagodhat, széle szőrözött lehet. Színe élénk narancsvöröses vagy krómsárga, közepe inkább húsrózsás, idősebben az egész gomba hússzínű lesz. Felülete (ahol a termőréteg is található) sugarasan ráncolt, barázdált.
Húsa kissé kocsonyás, viaszszerű. Szaga és íze nem jellegzetes.
Spórapora fehér. Spórája kolbász alakú, sima, mérete 4-5,5 x 1,5-2 µm. 

### Hasonló fajok
A kocsonyás redősgombával téveszthető össze. 

## Elterjedése és termőhelye
Európában és Észak-Amerikában honos. Magyarországon ritka.
Lombos fák elhalt törzsén, ágain él, azokban fehér korhadást okoz. Szeptember-december között fejlődnek ki termőtestek.

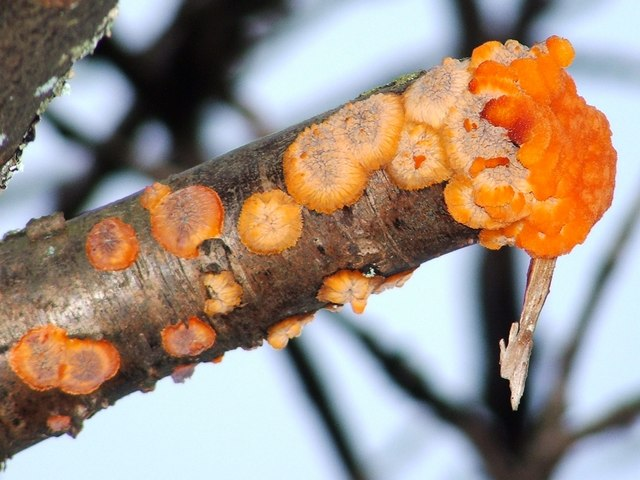
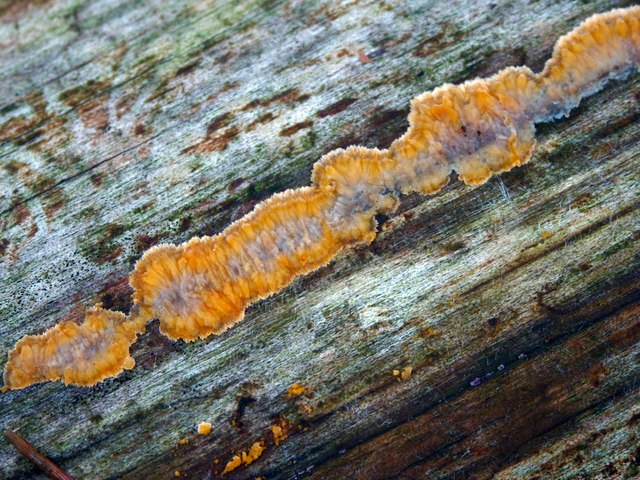
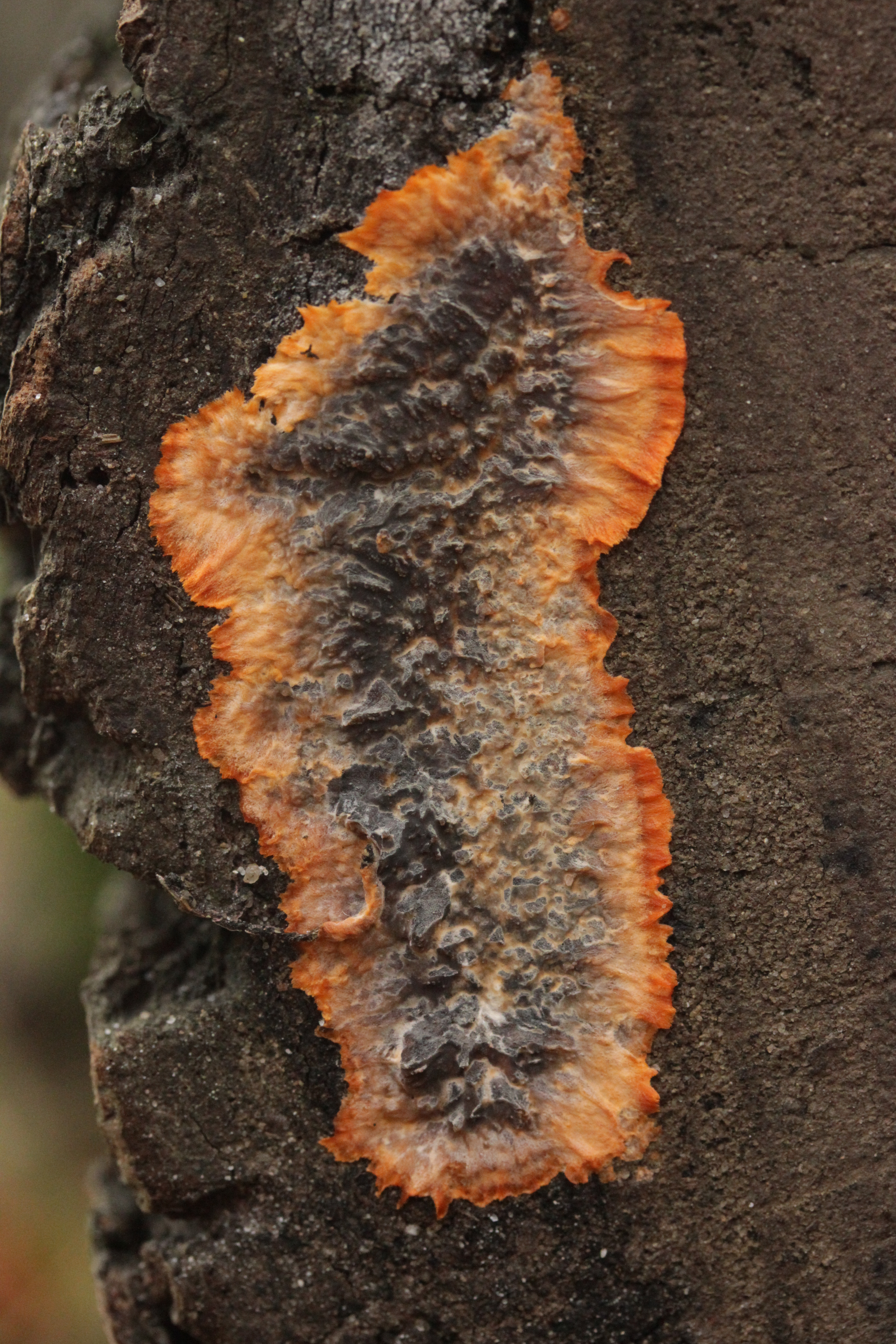
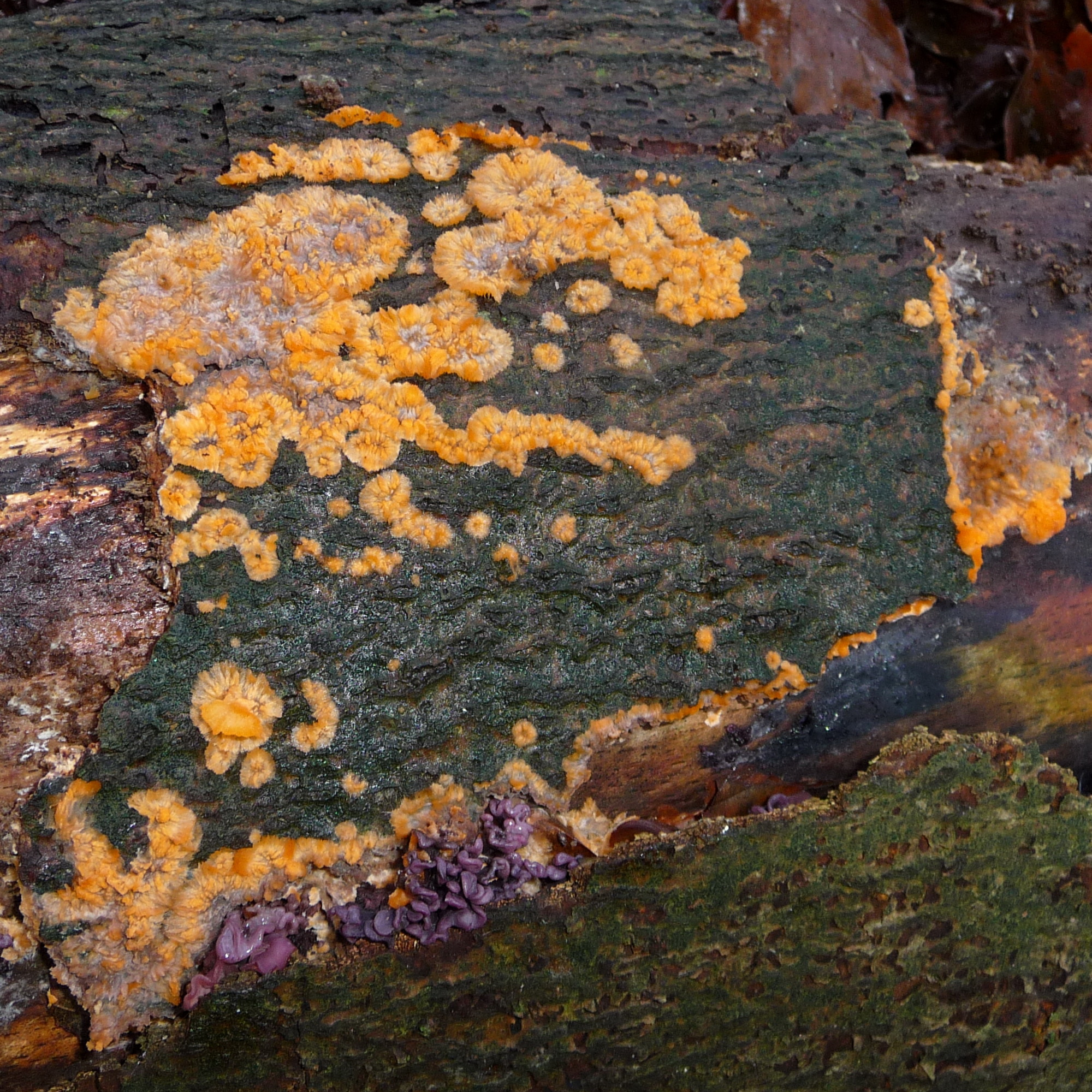
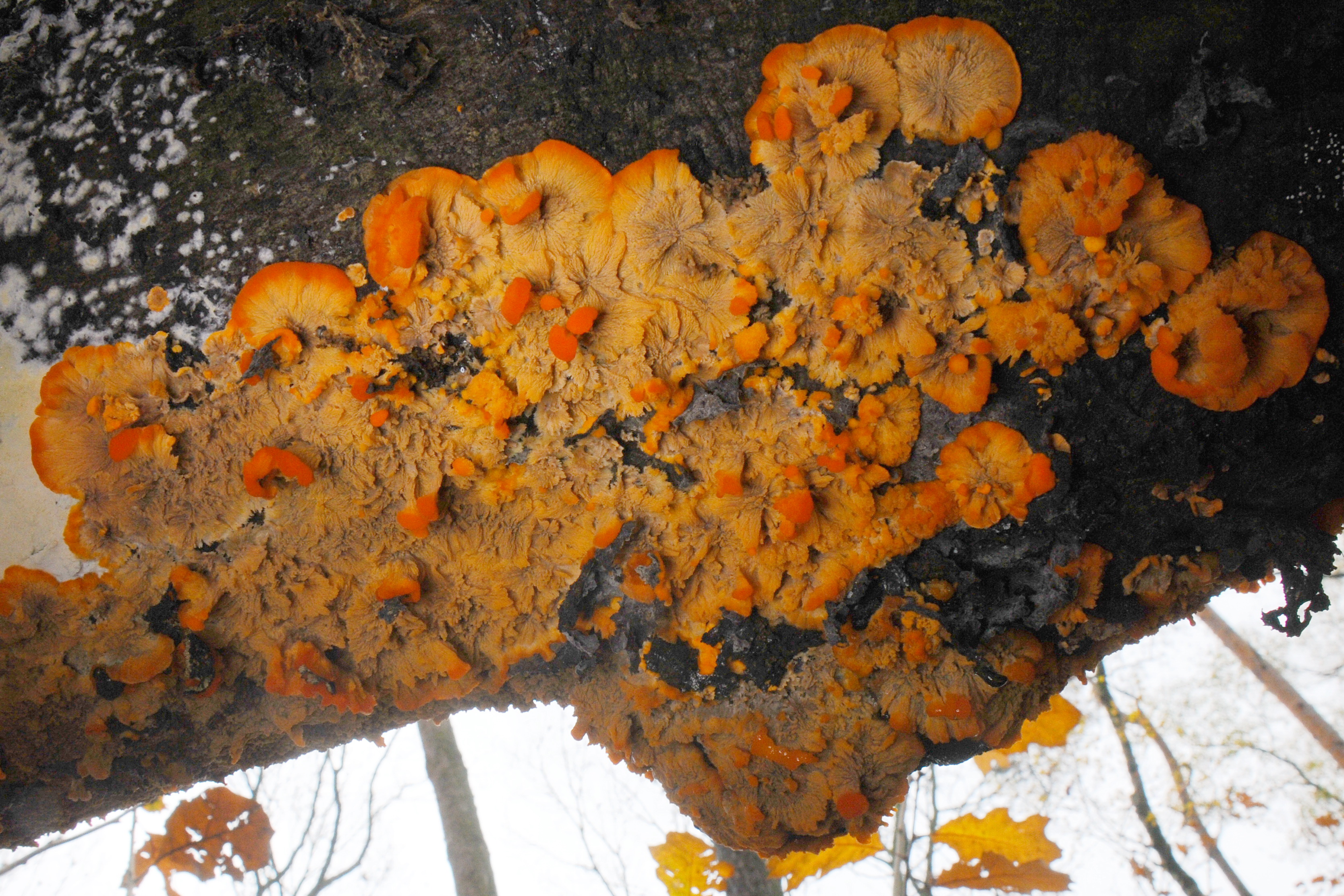

Nem ehető. 